# Crassomicrodus melanopleurus
Crassomicrodus melanopleurus är en stekelart som först beskrevs av William Harris Ashmead 1894.  Crassomicrodus melanopleurus ingår i släktet Crassomicrodus och familjen bracksteklar. Inga underarter finns listade i Catalogue of Life.